# 渡辺氏 (地下家)
渡辺氏（わたなべし）は、戦国時代から江戸時代にかけての武家。
足利義晴の頃に山城国一乗寺や田中に城を築き、後に内豎兼主鈴として朝廷に仕えた系統や徳川綱重に仕えた系統が出た。

## 概要
山城国の渡辺氏の祖は足利義晴に仕えたとされるが詳細は不明。松永久秀家臣の出雲守・渡辺告の子で左馬助・渡辺重の弟である渡辺宮内少輔昌は足利義昭に仕え、天正元年（1573年）には織田信長と対立したものの敗北している。後に信長に仕え、信長が死んだ後は豊臣秀吉の馬廻衆となった。昌の子・渡辺糺は豊臣秀頼の槍の指南役として仕えたものの、大坂夏の陣で豊臣方として廃止している。糺の子・渡辺守は大坂城落城時に生き延び、南禅寺で出家したのちに細川忠興の嘆願によって還俗し甲府藩主・徳川綱重に仕えた。
また、昌の子孫である渡辺沖の子・渡辺珍化は享保14年（1729年）閏9月5日に内豎と主鈴に補任されている。珍化からは珍亮-珍之-珍香･･･珍賞（徳岡久規の子、妻は珍香の娘）-珍信-珍鏘と続いた。